# 37-ма сесія Комітету світової спадщини ЮНЕСКО
37-ма сесія Комітету Світової спадщини ЮНЕСКО проходить у місті Пномпені та Сіемреапа (Камбоджа) з 16 по 27 червня 2013 року під головуванням Сік Ана, заступника прем'єр-міністра Камбоджі. На розгляд представлено 32 номінації у 26 країнах світу. Крім того, комітету запропоновано розглянути стан 141 об'єктів Світової спадщини, зокрема й 39 об'єктів з списку об'єктів світової спадщини в небезпеці. 
Уперше розглянуто об'єкти на території Гвінеї-Бісау, Катару, Лесото та Фіджі.
До списку Світової спадщини потрапили ще два українських об'єкти: Херсонес Таврійський та Дерев'яні церкви Карпатського регіону (разом з Польщею). 

## Об'єкти, занесені до списку Світової спадщини
| #  | Зображення | Назва | Розташування   | №                                                   | Критерії         |
| -- | ---------- | --- | -------------- | --------------------------------------------------- | ---------------- |
| 1  |            | Палаци, сади і заміські вілли сімейства Медічі в Тоскані                                                             | Італія         | 175 [Архівовано 11 липня 2017 у Wayback Machine.]   | ii, iv, vi       |
| 2  |            | Фортеці в горах Раджастану Hill Forts of Rajasthan                                                                   | Індія          | 247 [Архівовано 26 грудня 2018 у Wayback Machine.]  | ii, iii          |
| 3  |            | Культурний ландшафт рисових терас Хунхе-Хані Cultural Landscape of Honghe Hani Rice Terraces                         | КНР            | 1111 [Архівовано 26 грудня 2018 у Wayback Machine.] | iii, v           |
| 4  |            | Таджицький національний парк Tajik National Park (Mountains of the Pamirs)                                           | Таджикистан    | 1252 [Архівовано 5 липня 2017 у Wayback Machine.]   | vii, viii        |
| 5  |            | Історичний центр міста Агадес Historic Centre of Agadez                                                              | Нігер          | 1268 [Архівовано 24 грудня 2018 у Wayback Machine.] | ii, iii          |
| 6  |            | Історичні пам'ятки в місті Кесон Historic Monuments and Sites in Kaesong                                             | Північна Корея | 1278 [Архівовано 26 грудня 2018 у Wayback Machine.] | ii, iii          |
| 7  |            | Коїмбрський університет University of Coimbra-Alta and Sofia                                                         | Португалія     | 1387 [Архівовано 11 липня 2017 у Wayback Machine.]  | ii, iii, iv, vi  |
| 8  |            | Історичне портове місто Левука Levuka Historical Port Town                                                           | Фіджі          | 1399 [Архівовано 8 липня 2018 у Wayback Machine.]   | ii, iv           |
| 9  |            | Археологічний об'єкт Аль Зубара                                                                                      | Катар          | 1402 [Архівовано 26 грудня 2018 у Wayback Machine.] | iii, iv, v       |
| 10 |            | Біосферний заповідник Ель-Пінакате і Гран-Десіерто-де-Алтар El Pinacate and Gran Desierto de Altar Biosphere Reserve | Мексика        | 1410 [Архівовано 24 грудня 2018 у Wayback Machine.] | vii, viii, x     |
| 11 |            | Херсонес Таврійський і його хора Ancient City of Tauric Chersonese and its Chora                                     | Україна        | 1411 [Архівовано 11 липня 2017 у Wayback Machine.]  | ii, v            |
| 12 |            | Баскська китобійна станція Ред-Бей                                                                                   | Канада         | 1412 [Архівовано 24 грудня 2018 у Wayback Machine.] | iii, iv          |
| 13 |            | Гірський парк Вільгельмсхьоге Bergpark Wilhelmshöhe                                                                  | Німеччина      | 1413 [Архівовано 11 липня 2017 у Wayback Machine.]  | iii, iv          |
| 14 |            | Ділянки гірського ланцюга Тянь-Шань в Сіньцзян-Уйгурському автономному регіоні Xinjiang Tianshan                     | КНР            | 1414 [Архівовано 26 грудня 2018 у Wayback Machine.] | vii, ix          |
| 15 |            | Гора Фудзі Fujisan, sacred place and source of artistic inspiration                                                  | Японія         | 1418 [Архівовано 26 грудня 2018 у Wayback Machine.] | iii, vi          |
| 16 |            | Палац Голестан Golestan Palace                                                                                       | Іран           | 1422 [Архівовано 26 грудня 2018 у Wayback Machine.] | i, ii, iii, iv   |
| 17 |            | Дерев'яні церкви Карпатського регіону Польщі і України                                                               | Польща Україна | 1424 [Архівовано 11 липня 2017 у Wayback Machine.]  | iii, iv          |
| 18 |            | Вулкан Етна Mount Etna                                                                                               | Італія         | 1427 [Архівовано 11 липня 2017 у Wayback Machine.]  | viii             |
| 19 |            | Пустеля Наміб Namib Sand Sea                                                                                         | Намібія        | 1430 [Архівовано 24 грудня 2018 у Wayback Machine.] | vii, viii, ix, x |

## Розширення об'єктів, що знаходяться у списку Світової спадщини
| # | Зображення | Назва                                                                                   | Зміни | Місце      | №                                                     | Дата включення |
| - | ---------- | --------------------------------------------------------------------------------------- | --- | ---------- | ----------------------------------------------------- | -------------- |
| 1 |            | Королівські соляні шахти в Величці та Бохні Wieliczka and Bochnia Royal Salt Mines      | Додана соляна шахта в Бохні                                                                                                   | Польща     | 32 [Архівовано 24 квітня 2012 у WebCite]              | 1978           |
| 2 |            | Гора Кенія та заповідник дикої природи Лева Mount Kenya-Lewa Wildlife conservancy       | Доданий заповідник дикої природи Лева                                                                                         | Кенія      | 800 [Архівовано 24 грудня 2018 у Wayback Machine.]    | 1997           |
| 3 |            | Природний парк Малоті — Дракенсберг Maloti Drakensberg Tranboundary World Heritage Site | Доданий національний парк Сехлабатебе, офіційну назву змінено на «Транскордонний об'єкт Світової спадщини Малоті-Дракенсберг» | Лесото ПАР | 985 [Архівовано 24 листопада 2016 у Wayback Machine.] | 2000           |

## Об'єкти, занесені до списку Світової спадщини під загрозою знищення
| # | Зображення | Назва                                                                                    | Розташування       | №                                                   | Дата включення |
| - | ---------- | ---------------------------------------------------------------------------------------- | ------------------ | --------------------------------------------------- | -------------- |
| 1 |            | Старе місто в Дамаску Ancient City of Damascus                                           | Сирія              | 20 [Архівовано 10 березня 2017 у Wayback Machine.]  | 1979           |
| 2 |            | Старе місто в Халебі (Алеппо) Ancient City of Aleppo                                     | Сирія              | 21 [Архівовано 19 квітня 2017 у Wayback Machine.]   | 1986           |
| 3 |            | Стародавнє місто в Босра Ancient City of Bosra                                           | Сирія              | 22 [Архівовано 6 грудня 2016 у Wayback Machine.]    | 1980           |
| 4 |            | Стародавнє місто Пальміра Site of Palmyra                                                | Сирія              | 23 [Архівовано 19 квітня 2017 у Wayback Machine.]   | 1980           |
| 5 |            | Іст-Реннелл East Rennell                                                                 | Соломонові Острови | 854 [Архівовано 22 травня 2015 у Wayback Machine.]  | 1998           |
| 6 |            | Замки Крак-де-Шевальє та Кал'ат-Салах-ад-Дін Crac des Chevaliers and Qal'at Salah El-Din | Сирія              | 1229 [Архівовано 19 квітня 2017 у Wayback Machine.] | 2006           |
| 7 |            | «Мертві міста» - Стародавні поселення на півночі Сирії                                   | Сирія              | 1348 [Архівовано 6 травня 2017 у Wayback Machine.]  | 2011           |

## Об'єкти, виключені зі списку Світової спадщини під загрозою знищення
| # | Зображення | Назва                                                                          | Розташування | №                                                  | Дата включення до основного списку | Дата включення до списку об'єктів під загрозою знищення |
| - | ---------- | ------------------------------------------------------------------------------ | ------------ | -------------------------------------------------- | ---------------------------------- | ------------------------------------------------------- |
| 1 |            | Стародавнє місто Бам і його культурний ландшафт Bam and its Cultural Landscape | Іран         | 1208 [Архівовано 6 грудня 2016 у Wayback Machine.] | 2004                               | 2004                                                    |